# Cleopatra Selene
Cleopatra Selene (in greco antico: Κλεοπάτρα Σελήνη?, Kleopàtrā Selḕnē; 131-130 a.C. – Seleucia sull'Eufrate, 69 a.C.), chiamata nella storiografia moderna anche Cleopatra V Selene, Cleopatra V o Cleopatra Selene I, è stata una regina egizia, appartenente al periodo tolemaico.
Figlia di Tolomeo VIII e di sua sorella Cleopatra III. Fu regina d'Egitto con i mariti Tolomeo IX e Tolomeo X, e in seguito regina di Siria come sposa di tre differenti sovrani.

## Biografia
Inizialmente fu chiamata solamente Selene e aggiunse il nome di trono tolemaico di Cleopatra dopo aver sposato, nel 115 a.C. Tolomeo IX in seguito all'allontanamento della sorella Cleopatra IV. A differenza di molte altre mogli-sorelle del periodo tolemaico, non venne elevata al rango di coreggente. Dal matrimonio nacquero una figlia, Berenice III e due figli, Tolomeo XII e un altro, chiamato anch'esso Tolomeo .

Nel 107 a.C. le relazioni tra Tolomeo IX e sua madre, associata al trono, giunsero a un punto di rottura e il sovrano fu costretto a lasciare l'Egitto. Nel 105 a.C. Tolomeo IX ripudiò Cleopatra Selene, che finì per essere data in moglie a Tolomeo X, a cui diede con tutta probabilità un figlio, Tolomeo XI. Dopo aver trovato rifugio Cipro raccolse un esercito e si trasferì nel sud della Siria da cui, nel 103 a.C. tentò di conquistare l'Egitto. Cleopatra III stipulò allora un patto di alleanza con uno dei due re che si contendevano la Siria, Antioco VII, a cui diede Cleopatra Selene in moglie. La precedente consorte di Antioco, Cleopatra Trifena, sorella maggiore di Selene, era stata uccisa nel 111 a.C. da Antioco IX fratellastro di Antioco VII.

In Siria la guerra civile per il trono durò fino al 98 a.C. esaurendo le casse dello stato. Nel 96 a.C. Antioco VII fu assassinato in Antiochia permettendo ad Antioco IX di conquistare la capitale e di sposare Cleopatra Selene.

Anche Antioco IX sopravvisse per poco tempo al suo trionfo. Antioco VII aveva avuto cinque figli da Cleopatra Trifena e tutti loro cercarono di giungere al trono. Nel 95 a.C. Antioco fu ucciso in battaglia da Seleuco VI Epifane, il maggiore dei figli di Antioco VII.

Alla morte di Antioco IX, il figlio avuto da Cleopatra IV, Antioco X Eusebe, sposò Cleopatra Selene I, sua matrigna, e riconquistò Antiochia mentre Seleuco VI fu ucciso. A dispetto delle apparenze questo nuovo fu un vero matrimonio da cui nacquero due figli, uno dei quali fu Antioco XIII Asiatico.

Antioco X morì in battaglia combattendo contro i Parti nel 92 a.C. (o nell'83 a.C.) e Cleopatra Selene, preoccupata per la propria sicurezza cercò rifugio in Cilicia.
Dopo l'uccisione del nipote Tolomeo XI Alessandro II (80 a.C.)  Cleopatra Selene rimase l'unica legittimo erede della dinastia tolemaica. Essa pose pretese sul trono d'Egitto a nome dei figli avuti nel quarto matrimonio ma il popolo di Alessandria scelse come nuovo re Tolomeo XII Aulete, che non apparteneva alla linea di discendenza. Cleopatra inviò allora i figli a Roma affinché presentassero il loro caso davanti al senato ma la missione non ebbe successo ed essi ritornarono presso di lei dopo due anni.
Nel 69 a.C. il re armeno Tigrane il Grande assediò Cleopatra a Ptolemais e dopo averla catturata la fece deportare a Seleucia sull'Eufrate, dove la fece uccidere.
Un anno più tardi i Romani distrussero lo stato armeno e il figlio di Cleopatra, Antioco XIII, ultimo sovrano della dinastia seleucide tentò, senza successo, di ricostruire la propria base di potere. Infine nel 63 a.C. i romani conquistarono la Siria ponendo fine al regno ellenistico creato 240 anni prima da Seleuco I Nicatore.

## Ascendenza
|                  |           |             | Genitori               |  |  | Nonni |  |  | Bisnonni   |  |  | Trisnonni   |  |
|                  |           |             |                        |  |  |       |  |  | Tolomeo IV |  |  | Tolomeo III |  |
|                  |           |             |                        |  |  |       |  |  | Tolomeo IV |  |  | Tolomeo III |  |
|                  |           | Berenice II |                        |  |  |       |  |  | Tolomeo IV |  |  |             |  |
| Tolomeo V        |           |             |                        |  |  |       |  |  | Tolomeo IV |  |  |             |  |
|                  |           | Arsinoe III | Tolomeo III            |  |  |       |  |  |            |  |  |             |  |
|                  |           | Arsinoe III | Tolomeo III            |  |  |       |  |  |            |  |  |             |  |
|                  |           | Arsinoe III | Berenice II            |  |  |       |  |  |            |  |  |             |  |
| Tolomeo VIII     |           | Arsinoe III |                        |  |  |       |  |  |            |  |  |             |  |
|                  |           | Antioco III | Seleuco II             |  |  |       |  |  |            |  |  |             |  |
|                  |           | Antioco III | Seleuco II             |  |  |       |  |  |            |  |  |             |  |
|                  |           | Antioco III | Laodice II             |  |  |       |  |  |            |  |  |             |  |
| Cleopatra I      |           | Antioco III |                        |  |  |       |  |  |            |  |  |             |  |
|                  |           | Laodice III | Mitridate II del Ponto |  |  |       |  |  |            |  |  |             |  |
|                  |           | Laodice III | Mitridate II del Ponto |  |  |       |  |  |            |  |  |             |  |
|                  |           | Laodice III | Laodice                |  |  |       |  |  |            |  |  |             |  |
| Cleopatra Selene |           | Laodice III |                        |  |  |       |  |  |            |  |  |             |  |
|                  | Tolomeo V | Tolomeo IV  |                        |  |  |       |  |  |            |  |  |             |  |
|                  | Tolomeo V | Tolomeo IV  |                        |  |  |       |  |  |            |  |  |             |  |
|                  | Tolomeo V | Arsinoe III |                        |  |  |       |  |  |            |  |  |             |  |
| Tolomeo VI       | Tolomeo V |             |                        |  |  |       |  |  |            |  |  |             |  |
|                  |           | Arsinoe III | Tolomeo III            |  |  |       |  |  |            |  |  |             |  |
|                  |           | Arsinoe III | Tolomeo III            |  |  |       |  |  |            |  |  |             |  |
|                  |           | Arsinoe III | Berenice II            |  |  |       |  |  |            |  |  |             |  |
| Cleopatra III    |           | Arsinoe III |                        |  |  |       |  |  |            |  |  |             |  |
|                  |           | Tolomeo V   | Tolomeo IV             |  |  |       |  |  |            |  |  |             |  |
|                  |           | Tolomeo V   | Tolomeo IV             |  |  |       |  |  |            |  |  |             |  |
|                  |           | Tolomeo V   | Cleopatra I            |  |  |       |  |  |            |  |  |             |  |
| Cleopatra II     |           | Tolomeo V   |                        |  |  |       |  |  |            |  |  |             |  |
|                  |           | Cleopatra I | Antioco III            |  |  |       |  |  |            |  |  |             |  |
|                  |           | Cleopatra I | Antioco III            |  |  |       |  |  |            |  |  |             |  |
|                  |           | Cleopatra I | Laodice III            |  |  |       |  |  |            |  |  |             |  |
|                  |           | Cleopatra I |                        |  |  |       |  |  |            |  |  |             |  |